# Blocco delle attività amministrative negli Stati Uniti d'America
Il blocco delle attività amministrative negli Stati Uniti d'America (in lingua inglese chiamato government shutdown) è la particolare procedura del governo federale degli Stati Uniti d'America che coinvolge il settore esecutivo ogni qual volta il Congresso non riesce ad approvare la legge di bilancio, recante il rifinanziamento delle attività amministrative.

## Storia

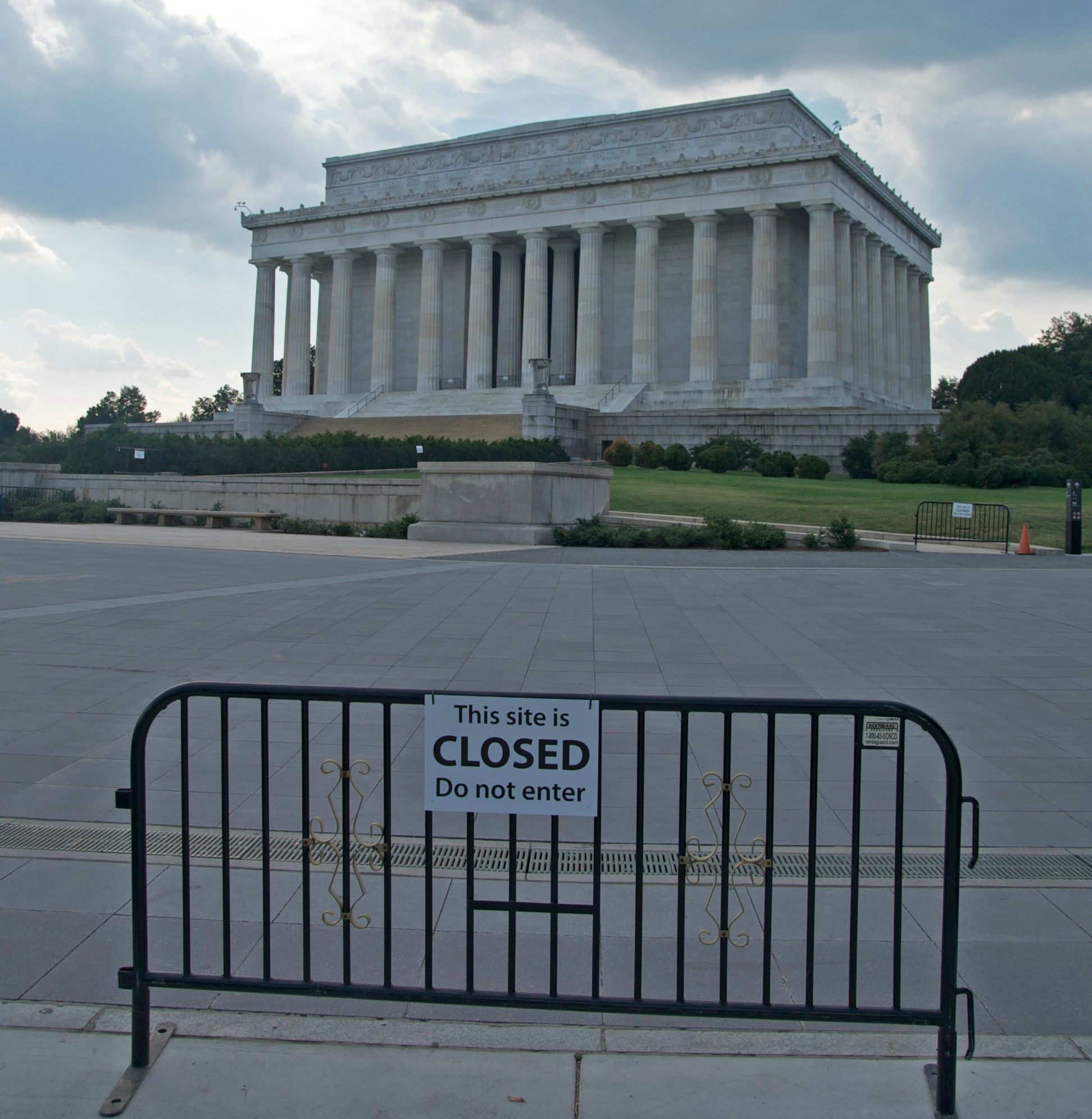
Il Lincoln Memorial, chiuso al pubblico durante il blocco delle attività amministrative del 2013

In accordo con la sezione 9 dell'articolo 1 della Costituzione, la quale enuncia il principio secondo il quale le spese pubbliche devono essere direttamente legate ai relativi stanziamenti previsti dalla legge, la procedura di blocco delle attività amministrative è prevista dall'Antideficiency Act. Tale legge, volta a prevenire spese in eccesso rispetto agli stanziamenti varati dal Congresso e indebitamenti da parte dei vari enti governativi, prevede che in caso di mancata copertura finanziaria possono essere continuate solo le attività legate alla sicurezza della vita umana o alla tutela della proprietà. Una prima versione di tale legge risale al 1870, che venne poi emendata più volte nel corso degli anni fino agli emendamenti approvati nel settembre 1982 (il nome odierno è stato assunto nel 1884).
Il primo blocco delle attività amministrative si verificò nel 1976 durante la presidenza di Gerald Ford, seguito da altri cinque arresti tra il 1977 e il 1979. Gli effetti provocati da tali blocchi furono tuttavia minimi poiché i vari enti pubblici applicavano le disposizioni dell'Antideficiency Act meno rigorosamente, riducendo in parte le attività non essenziali, ma continuando regolarmente la maggior parte delle operazioni. Tra il 1980 e il 1981 il procuratore generale Benjamin Richard Civiletti pubblicò invece due interpretazioni di tale legge, le quali offrivano una rilettura molto più rigida dell'Antidefiency Act. Secondo Civiletti per evitare di ricadere nell'illegalità gli enti pubblici dovevano cessare completamente le proprie attività in caso di una temporanea mancata copertura finanziaria, eccetto che per offrire servizi per i quali vi sia un «ragionevole e articolabile legame con la sicurezza della vita umana o la tutela della proprietà». Da allora gli enti pubblici si adeguarono alla sua interpretazione per i successivi arresti. Annualmente l'Ufficio per la gestione e il bilancio emana una circolare con le linee guida che i vari dipartimenti della pubblica amministrazione devono seguire in caso di arresto.
A partire dal 1976 un blocco delle attività amministrative si è verificato venti volte, con una durata massima di tre settimane. In seguito dal 1º al 17 ottobre 2013 sotto la presidenza di Barack Obama è stata provocata da uno stallo raggiunto sul dibattito tra Democratici e Repubblicani su un possibile mancato finanziamento o rallentamento della riforma del sistema sanitario, il Patient Protection and Affordable Care Act, noto anche come «Obamacare», con un possibile aumento del tetto del debito pubblico senza il quale si sarebbe profilato il cosiddetto baratro fiscale (fiscal cliff).

## Descrizione
Secondo il principio della separazione dei poteri (checks and balances) dettato dalla Costituzione degli Stati Uniti d'America, il Congresso esercita un potere esclusivo sulla gestione del bilancio federale. Tutti gli stanziamenti che formano la spesa pubblica devono quindi essere approvati da entrambi i rami del parlamento (Camera dei Rappresentanti e Senato) prima della promulgazione da parte del presidente. Le proposte di legge entrano in vigore anche senza la firma del presidente, il quale può tuttavia esercitare un diritto di veto che obbliga il parlamento a ridiscutere il documento emanato. Il veto del presidente può essere superato con una nuova approvazione da parte di almeno due terzi dei membri delle camere. Quando il Congresso non riesce a emanare la legge di bilancio e il rifinanziamento delle varie attività amministrative prima della fine del periodo fiscale in corso, queste vengono sottoposte a un arresto, ovvero a una procedura di sospensione, fatta eccezione per le attività giudicate «essenziali».
Prevista dall'Antideficiency Act, la procedura prevede che senza l'approvazione dei relativi stanziamenti, siano essi annuali o a breve termine, le attività governative non essenziali debbano essere sottoposte a un «arresto» (shutdown) fino all'approvazione di un rifinanziamento da parte del Congresso. L'inizio dell'anno fiscale e quindi il termine entro il quale il Congresso deve approvare i piani di spesa per le principali attività amministrative è il 1º ottobre.
Il blocco delle attività amministrative è una procedura tipica degli Stati Uniti. Infatti negli altri sistemi parlamentari governo e parlamento sono controllati di solito dalle stesse forze politiche: un'eventuale mancata approvazione del bilancio può determinare nuove elezioni, ma non compromette la regolare fornitura dei servizi pubblici né limita il termine di durata dei contratti a tempo indeterminato dei dipendenti pubblici.

## Gli effetti
Durante un blocco delle attività amministrative il personale giudicato non essenziale dei vari dipartimenti della pubblica amministrazione viene mandato in congedo non retribuito. Tuttavia anche se non previsto dall'Antideficiency Act, storicamente il Congresso provvede a disporre un pagamento retroattivo per i lavoratori interessati.
Tra i vari servizi pubblici interessati vi sono parchi pubblici, musei e monumenti che vengono immediatamente chiusi ai visitatori; viene sospesa l'ammissione di pazienti presso i centri di ricerca medica noti come Istituti nazionali di sanità; i Centri per la prevenzione e il controllo delle malattie vedono ridotta la propria capacità di controllo; dopo dieci giorni molti processi civili vengono sospesi e rinviati; la NASA vede ridotto al minimo il numero di impiegati, volti a supportare solo le missioni in corso; vengono sospesi alcuni servizi di assistenza ai veterani e tributaria; e molte richieste di finanziamento di piccole imprese e privati che prevedono agevolazioni statali vengono ritardate.
Tra i servizi che non vengono invece coinvolti vi sono quelli postali, di riscossione dei tributi, di assistenza medica, i servizi prestati dalle forze di polizia, militari e vigili del fuoco, il controllo del traffico aereo e i servizi meteorologici.
A causa dell'arresto del 2013 più di 700.000 dipendenti pubblici si ritrovarono in congedo non retribuito, molti dei quali furono richiamati in servizio prima del termine del blocco. Tuttavia come da tradizione il Congresso dispose un successivo pagamento retroattivo per compensare i lavoratori interessati.

## Cronologia
| Anno            | Date                          | Durata (giorni) | Presidente              | Senato                              | Camera  | Circostanze |
| --------------- | ----------------------------- | --------------- | ----------------------- | ----------------------------------- | ------- | --- |
| 1976            | 30 settembre - 11 ottobre     | 12              | Gerald Ford (Rep)       | Dem (61D-37R-2I)                    | Dem     | Il presidente Gerald Ford pose il veto a un progetto di legge per il finanziamento del Dipartimento del lavoro e del Dipartimento della sanità, dell'istruzione e del welfare (HEW), che portò a una parziale chiusura del governo. Il 1 ottobre, il Congresso, controllato dai democratici, annullò il veto di Ford, ma ci volle sino all'11 ottobre affinché diventasse legge una risoluzione permanente che pose fine alle lacune di finanziamento per altre parti del governo federale. |
| 1977 (1)        | 30 settembre - 13 ottobre     | 14              | Jimmy Carter (Dem)      | Dem (61D-38R-1I)                    | Dem     | La Camera dei rappresentanti, controllata dai democratici, continuò a sostenere il divieto di utilizzare i fondi del Medicaid per pagare gli aborti, tranne nei casi in cui era in gioco la vita della madre. Nel frattempo il Senato, anch'esso controllato dai democratici, fece pressioni per consentire il finanziamento dell'aborto anche nei casi di stupro o incesto. Un deficit di finanziamento si creò quando il disaccordo sulla questione tra i rami del Congresso si legò ai finanziamenti per i Dipartimenti del Lavoro e della sanità, dell'istruzione e del welfare, portando ad un parziale blocco delle attività amministrative. Il 13 ottobre fu siglato un accordo temporaneo per ripristinare i finanziamenti fino al 31 ottobre 1977, dando modo al Congresso di risolvere la controversia sull'aborto. |
| 1977 (2)        | 31 ottobre - 9 novembre       | 10              | Jimmy Carter (Dem)      | Dem (61D-38R-1I)                    | Dem     | Il precedente accordo temporaneo arrivò a scadenza senza una risoluzione della controversia interna al Congresso. Il presidente Jimmy Carter firmò un secondo accordo di finanziamento per dare al Congresso ulteriore tempo per trovare un accordo. |
| 1977 (3)        | 30 novembre - 9 dicembre      | 10              | Jimmy Carter (Dem)      | Dem (61D-38R-1I)                    | Dem     | Il secondo accordo temporaneo arrivò a scadenza. La Camera tenne la sua posizione di vietare il finanziamento tramite Medicaid per l'aborto delle vittime di stupri di età inferiore al consenso sessuale. Alla fine però si giunse ad un accordo nel permettere il finanziamento tramite Medicai agli aborti in casi di stupro, incesto o in cui fosse messa a rischio la vita della madre. |
| 1978            | 30 settembre - 18 ottobre     | 19              | Jimmy Carter (Dem)      | Dem (61D-38R-1I)                    | Dem     | Ritenendoli dispendiosi, il presidente Carter pose il veto ad un progetto di legge sugli stanziamenti per le opere pubbliche e ad una legge del Dipartimento della Difesa, compresi i finanziamenti per una portaerei a propulsione nucleare. Anche la spesa per il Dipartimento della sanità, dell'istruzione e del welfare fu ritardata per ulteriori controversie relative ai finanziamenti Medicaid per l'aborto. |
| 1979            | 30 settembre - 12 ottobre     | 13              | Jimmy Carter (Dem)      | Dem (58D-41R-1I)                    | Dem     | Contro l'opposizione del Senato, la Camera favorì un aumento di retribuzione del 5,5 percento per i membri del Congresso e gli alti funzionari pubblici. La Camera cercò anche di limitare la spesa federale per l'aborto solo nei casi in cui la vita della madre fosse in pericolo, mentre il Senato voleva mantenere i finanziamenti per gli aborti in caso di stupro e incesto. |
| 1980            | 1 maggio                      | 1               | Jimmy Carter (Dem)      | Dem (58D-41R-1I)                    | Dem     | Interessò solo la Commissione Federale del Commercio, ma fu la prima volta che un blocco delle attività amministrative di un'agenzia federale si rafforzò basandosi sulla nuova interpretazione di Civilletti dell'Antideficiency Act. |
| 1981            | 20 novembre - 23 novembre     | 3               | Ronald Reagan (Rep)     | Rep (53R-46D-1I)                    | Dem     | Il presidente Ronald Reagan promise che avrebbe posto il veto a qualsiasi progetto di legge di spesa che non avesse incluso almeno la metà degli 8,4 miliardi di dollari di tagli al bilancio nazionale che aveva proposto. Sebbene il Senato, controllato dai repubblicani, approvò una proposta di legge che rispettava le sue specifiche, la Camera, controllata dai democratici, insistette su tagli più ampi alla difesa di quelli che Reagan voleva, oltre a pagare aumenti per il Congresso e gli alti funzionari pubblici. Una proposta di compromesso arrivò a 2 miliardi di dollari dei tagli che Reagan voleva, quindi il presidente pose il veto e bloccò le attività amministrative del governo federale. Una proposta di legge temporanea ripristinò il 23 novembre la spesa fino al 15 dicembre e diede al Congresso il tempo di elaborare un accordo più duraturo.                                                                                            |
| 1982 (1)        | 30 settembre - 2 ottobre      | 3               | Ronald Reagan (Rep)     | Rep (53R-46D-1I)                    | Dem     | Il Congresso approvò le spese necessarie con un giorno di ritardo. |
| 1982 (2)        | 17 dicembre - 21 dicembre     | 5               | Ronald Reagan (Rep)     | Rep (53R-46D-1I)                    | Dem     | La Camera e il Senato intendevano finanziare dei programmi di lavoro, ma il Presidente Reagan minacciò di porre il veto a qualsiasi legislazione del genere. La Camera inoltre si era opposta ai piani per finanziare il missile LGM-118 Peacekeeper, noto come MX. La chiusura terminò dopo che il Congresso abbandonò i programmi originari di lavoro, ma Reagan fu costretto a cedere sui finanziamenti per i missili MX e Pershing II. Inoltre, il presidente accettò anche finanziamenti per la Legal Services Corporation, che voleva abolire, in cambio di un maggiore aiuto estero a Israele. |
| 1983            | 10 novembre - 14 novembre     | 4               | Ronald Reagan (Rep)     | Rep (54R-46D)                       | Dem     | La Camera aumentò i finanziamenti per l'istruzione, apportando tagli alla difesa e alla spesa per gli aiuti esteri. Ciò portò a una disputa con il presidente Reagan. Alla fine, la Camera ridusse i finanziamenti proposti per l'istruzione accettando i finanziamenti per il missile MX. Tuttavia, i tagli agli aiuti esteri e alla difesa rimasero, e le concessioni di petrolio e gas naturale furono vietate nei rifugi della fauna federale. Infine, fu proibito il finanziamento dell'aborto con l'assicurazione sanitaria dei dipendenti del governo. |
| 1984 (1)        | 30 settembre - 3 ottobre      | 4               | Ronald Reagan (Rep)     | Rep (54R-46D)                       | Dem     | La Camera, controllata dai democratici, desiderava collegare il bilancio sia con un pacchetto per la lotta contro il crimine che il presidente Reagan sosteneva, sia con un pacchetto di progetti sull'acqua che non aveva l'appoggio del presidente. Il Senato ha inoltre legato il budget a una misura per i diritti civili volta a rovesciare la sentenza della Corte Suprema "Grove City v. Bell". Reagan propose un compromesso in cui abbandonava il suo pacchetto per la lotta contro il crimine in cambio dell'abbandono da parte del Congresso del pacchetto dei progetti idrici. Un accordo non si raggiunse e invece fu approvata il 3 ottobre un'estensione di spesa di tre giorni. |
| 1984 (2)        | 3 ottobre - 5 ottobre         | 3               | Ronald Reagan (Rep)     | Rep (54R-46D)                       | Dem     | Alla scadenza dell'estensione di spesa del 3 ottobre, iniziò il blocco delle attività amministrative. Il Congresso abbandonò la proposta di pacchetti per l'acqua e per i diritti civili, mentre il Presidente Reagan mantenne il suo pacchetto per la lotta contro il crimine. Fu anche approvato il finanziamento per gli aiuti ai Contras nicaraguensi. |
| 1986            | 16 ottobre - 18 ottobre       | 3               | Ronald Reagan (Rep)     | Rep (53R-47D)                       | Dem     | Le dispute su più questioni tra la Camera da un lato e il Presidente Reagan e il Senato Repubblicano dall'altro costrinsero alla chiusura. La Camera lasciò cadere molte delle loro richieste in cambio di un voto sul loro pacchetto di welfare, e una concessione della vendita di Conrail di ex proprietà del governo. |
| 1987            | 18 dicembre - 20 dicembre     | 3               | Ronald Reagan (Rep)     | Dem (55D-45R)                       | Dem     | La Camera e il Senato si opposero ai finanziamenti per i Contras e volevano che la Commissione federale delle comunicazioni rinnovasse l'applicazione della "Dottrina della giustizia". Cedettero sulla questione della "Dottrina della giustizia" in cambio di aiuti non letali ai Contras. |
| 1990            | 5 ottobre - 9 ottobre         | 5               | George H. W. Bush (Rep) | Dem (55D-45R)                       | Dem     | Il presidente George H. W. Bush minacciò di porre il veto a qualsiasi risoluzione continua che non fosse abbinata a un pacchetto di riduzione del deficit, e lo fece quando una risoluzione di tale stampo arrivò sulla sua scrivania. La Camera dei rappresentanti, a maggioranza democratica, non riuscì a ribaltare il suo diritto di veto prima del verificarsi di uno shutdown. Il Congresso infine approvò una risoluzione continua con un pacchetto di riduzione del deficit per porre termine al blocco amministrativo. |
| 1995 (1)        | 13 novembre - 19 novembre     | 7               | Bill Clinton (Dem)      | Rep (53R-47D)                       | Rep     | Il presidente Bill Clinton pose il veto a una risoluzione continua approvata dal Congresso controllato dai repubblicani. Un accordo fu raggiunto il 19 novembre. Esso prevedeva un finanziamento del 75% per quattro settimane e Clinton concordò con il Congresso un calendario di sette anni per un bilancio in pareggio. |
| 1995-1996 (2)   | 15 dicembre - 6 gennaio       | 21              | Bill Clinton (Dem)      | Rep (53R-47D)                       | Rep     | I repubblicani domandarono al presidente Clinton di proporre un budget per un calendario di sette anni usando i numeri dell'Ufficio di bilancio del Congresso, piuttosto che i numeri dell'ufficio di gestione e bilancio di Clinton. Proposta che Clinton rifiutò. Alla fine, il Congresso e Clinton concordarono di approvare un budget di compromesso. |
| 2013            | 1 ottobre - 17 ottobre        | 17              | Barack Obama (Dem)      | Dem (53D-45R-2I)                    | Rep     | A causa del disaccordo che avrebbe tolto fondi o ritardato il Patient Protection and Affordable Care Act (PPACA), meglio noto come Obamacare, il governo non approvò una risoluzione di finanziamento. Il presidente e il Congresso concordarono un finanziamento per la paga delle forze militari attive e le retribuzioni arretrate per i dipendenti in quarantena. Inoltre, la Camera dei rappresentanti, a maggioranza repubblicana, offrì misure di finanziamento molto modeste per alcune funzioni di alto profilo, che il Senato e la Casa Bianca rifiutarono. Il 16 ottobre, i senatori democratici e repubblicani concordarono un accordo che estendeva i finanziamenti per i servizi governativi fino al 15 gennaio, apportando solo lievi modifiche all'Obamacare e ad altri finanziamenti. Questa risoluzione fu rapidamente adottata da entrambi i rami del Congresso con voti bipartisan e venne firmata il mattino presto del 17 gennaio dal presidente Obama. |
| 2018 (1)        | 20 gennaio - 22 gennaio       | 3               | Donald Trump (Rep)      | Rep (51R-47D-2I)                    | Rep     | I repubblicani e i democratici non poterono concordare l'inclusione di spese per la protezione degli immigrati per i beneficiari del programma Deferred Action for Childhood Arrivals (DACA). La Camera ha approvato una proposta di spesa a breve termine. |
| 2018 (2)        | 2 febbraio                    | 1               | Donald Trump (Rep)      | Rep (51R-47D-2I)                    | Rep     | I leader del Senato raggiunsero un accordo di bilancio per due anni. Il senatore Rand Paul del Kentucky ritardò il voto al Senato costringendo il governo a chiudere a mezzanotte. L'arresto si è concluso rapidamente prima dell'inizio della successiva giornata lavorativa. |
| 2018 - 2019 (3) | 22 dicembre - 25 gennaio 2019 | 35              | Donald Trump (Rep)      | Rep (51R-47D-2I) / Rep (53R-45D-2I) | Rep Dem | Il presidente Donald Trump domandò che qualsiasi finanziamento per la spesa includesse risorse economiche per la costruzione di un muro di confine tra Messico e Stati Uniti. Di conseguenza non fu possibile raggiungere un accordo. La chiusura iniziò durante l'incontro del 115º Congresso e proseguì nella riunione del 116º Congresso. Il 25 gennaio fu firmato dal presidente Trump un accordo temporaneo per ripristinare i finanziamenti fino al 15 febbraio 2019, dando modo al Congresso e al presidente di risolvere la controversia sul finanziamento del muro di confine. |